# علاج مركز عاطفيا
يعد العلاج المركز عاطفيًا أو العلاج المرتكز على العاطفة عائلةً من النهج المتعلقة بالعلاج النفسي للأفراد أو الأزواج أو العائلات. تشمل نهج العلاج المرتكز على العاطفة العلاج التجريبي (مثلًا العلاج المرتكز على الفرد أو العلاج الغشتالتي) والعلاج الشامل ونظرية التعلق. يعد هذا العلاج من العلاجات قصيرة المدة (8-20 جلسة). ترتكز نُهج هذا العلاج على فرضية أن عواطف الإنسان متصلة بحاجاته، وبالتالي تتمتع العواطف بطبيعتها بمقدرة تكيفية يمكن عند تفعيلها والعمل عليها أن تساعد الناس في تغيير الحالات العاطفية الإشكالية والمشاكل الشخصية. كان الاسم الأصلي للعلاج المرتكز على العاطفة للأفراد العلاج التجريبي للعملية، وما زال يستخدم هذا الاسم في بعض الأحيان. يجب التمييز بين العلاج المرتكز على العاطفة والتكيف المرتكز على العاطفة الذي يعد من فئات التكيف التي وضعها بعض علماء النفس، وذلك بالرغم من استخدام الأطباء السريريين للعلاج المرتكز على العاطفة لتحسين التكيف المرتكز على العاطفة لدى مرضاهم.

## التاريخ
بدأ العلاج المرتكز على العاطفة في منتصف ثمانينيات القرن العشرين كنهج لعلاج الأزواج. تشكَّلَ هذا العلاج في الأصل واختُبِر من قبل سو جونسون وليس غرينبرغ في عام 1985، نُشر أول كتيب لعلاج الأزواج المرتكز عاطفيًا في عام 1988.
أراد جونسون وغرينبرغ تطوير هذا النهج فبدؤوا بمراجعة فيديوهات لعلاج الأزواج وتمكنوا من خلال الملاحظة وتحليل المهمة أن يحددوا العناصر التي أدت إلى التغير الإيجابي. تأثرت ملاحظاتهما بالعلاجات النفسية التجريبية الإنسانية لكارل روجرز وفريتز بيرلز، اللذين قيّما (بطرق مختلفة) التجربة العاطفية في اللحظة الراهنة وقوتها بإعطاء المعنى وتوجيه السلوك. رأى غرينبيرغ وجونسن ضرورة دمج العلاج التجريبي مع نظرية الأنظمة التي ترى أن صنع المعنى والسلوك لا يمكن إخراجه من كامل الحالة التي يحدث بها.  يتشابه هذا النهج القائم على الأنظمة والتجريب لعلاج الأزواج مع نهج العلاج الشامل من حيث المشكلة التي لا تعتبر مرتبطةً بأحد الزوجين وإنما بأنماط التعزيز الدورية للتعامل بين الزوجين. لا ينظر إلى المشاعر ضمن الظواهر الفردية، بل بكونها جزءًا من النظام الكلي الذي ينظم التعاملات بين الشريكين. في عام 1986، أراد غرينبيرغ أن يعيد تركيز جهوده في تطوير ودراسة النهج التجريبي في العلاج الفردي. وجّه غرينبيرغ وزملاؤه الاهتمام بعيدًا عن علاج الأزواج واتجهوا نحو العلاج الفردي. اهتموا بالتجارب العاطفية ودورها في التنظيم الذاتي للفرد. 
اعتمد غرينبيرغ ورايس إيليوت (1993) على النظريات التجريبية لروجيرز وبيرلز وغيرهم مثل يوجين جيندلين وعملهم المكثف على معالجة المعلومات والدور التكيفي للعاطفة في عمل الإنسان، وتمكنوا من ابتكار كتيب للعلاج يحوي عدة مبادئ محددة بوضوح لما أسموه نهج العملية التجريبية للتغير النفسي. زاد إيليوت وآخرون (2004) مع غولدمان وغرينبيرغ (2015) من توسع النهج التجريبي للعملية ووضعوا كتيبات مفصلة لطرق ومبادئ خاصة بالتدخل العلاجي. قدّم غولدمان وغرينبيرغ (2015) خرائط صياغة للحالة لهذا النهج. تابعت جونسون تطويرها للعلاج المرتكز على العاطفة ودمج نظرية الارتباط مع النهج الإنسانية والشمولية ووسعت بشكل كبير مفهوم نظرية الارتباط للعلاقات الغرامية. أبقى نموذج جونسون على المراحل الثلاث الأصلية والخطوات التسع ومجموعتي التدخل التي تهدف إلى إعادة تشكيل رابط الارتباط: كانت إحدى مجموعتي التدخل من أجل تعقب نماذج التدخل وإعادة تشكيلها، أما المجموعة الثانية فكانت للوصول إلى العاطفة وإعادة معالجتها. كان هدف جونسون هو إنشاء دورات إيجابية للتفاعل الشخصي حيث يتمكن الأفراد من طلب وتقديم الراحة والدعم للآخرين الآمنين، وهو الأمر الذي يسهل التنظيم العاطفي الشخصي.
طور غرينبيرغ وغولدمان (2008) شكلًا آخر للعلاج المرتكز على العاطفة للأزواج، يشمل هذا الشكل بعض العناصر من الصياغة الأصلية لغرينبيرغ وجونسون لكنهما أضافا بعض الخطوات والمراحل. وضع غرينبيرغ وغولدمان ثلاثة أبعاد تحفيزية تؤثر على التنظيم العاطفي في العلاقات الحميمية وهي: (1) الارتباط و(2) الهوية أو القوة و(3) الانجذاب أو الإعجاب.

## مصطلحات متشابهة بمعانٍ مختلفة
يحمل العلاج المرتكز على العاطفة والعلاج المركز عاطفيًا معاني مختلفة بالنسبة للعديد من الاختصاصيين المعالجين.
في نهج ليس غرينبيغز يُستخدم أحيانًا مصطلح المرتكز على العاطفة للإشارة إلى نهج العلاج النفسي الذي يركز على العاطفة بشكل عام. قرر غرينبيرغ على أساس التطور في نظرية العاطفة أن طرق العلاج -مثل نهج العملية التجريبي بالإضافة إلى بعض النهج التي تركز على العاطفة بكونها هدف التغيير- كانت متشابهة مع بعضها البعض بشكلٍ كافٍ ومختلفة عن النهج الموجودة لاستحقاق تجميعها تحت العنوان العام «نهُج مرتكزة على العاطفة». أشار هو وزميلته رواندا غولدمان باختيارهما لاستخدام الاصطلاح الأميركي «مرتكز على العاطفة» للإشارة إلى النهج العلاجية التي تركز على العاطفة بدلًا من الاصطلاح الإنكليزي «المركز عاطفيًا» (الذي يعكس خلفية جونسون وغرينبيرغ). يستخدم غرينبيرغ مصطلح «مرتكز على العاطفة» ليعني بذلك الاندماج الاستيعابي للتركيز العاطفي في أي نهج للعلاج النفسي.
ويعتبر أن التركيز على العاطفة هو العامل المشترك بين عدة أنظمة من العلاج النفسي: «أعتقد أن مصطلح المرتكز عاطفيًا سيستخدم في المستقبل بمعناه الاندماجي ليصف كل العلاجات المرتكزة على العاطفة، سواءً كانت سايكوديناميكية أو إدراكية سلوكية أو شمولية أو إنسانية». شارك غرينبيرغ بكتابة فصل في أهمية البحث من قبل الأطباء السريريين ودمج نهج العلاج النفسي، وجاء فيه: بالإضافة إلى هذه النتائج التجريبية، وجه قادة الاتجاهات الرئيسية انتقاداتٍ لاذعة لنُهجهم النظرية المفضلة، بينما شجعوا المواقف المنفتحة حيال اتجاهاتٍ أخرى......بالإضافة إلى ذلك، أدرك الأطباء السريريون من مختلف التوجهات أن نُهجهم لم تزودهم بذخيرة سريرية كافية لعلاج المرضى المتنوعين ومشاكلهم الراهنة.
يشير استخدام سو جونسون لمصطلح «المركز عاطفيًا» إلى نموذج محدد من علاج العلاقة، وفيه دمج واضح للأنظمة والنهج التجريبية، ويؤكد على أهمية نظرية الارتباط بكونها نظرية لتنظيم العاطفة. ترى جونسون احتياجات الارتباط نظامًا تحفيزيًا أساسيًالبقاء الثدييات؛ ويركز نهجها للعلاج المرتكز على العاطفة على نظرية الارتباط بكونها نظرية لحب الراشدين حيث يتداخل الجنس مع الارتباط وتقديم العطاء. يُعتقد أن نظرية الارتباط تستأنف البحث من أجل الاستقلال الشخصي والاعتمادية على الآخر والجاذبية الشخصية والمشتركة والرغبة والمقدرة على الحب. يهدف نهج جونسون للعلاج المرتكز على العاطفة إلى إعادة تشكيل استراتيجيات الارتباط حيال الاعتماد المتبادل الأمثل وتنظيم العاطفة والمرونة والصحة الجسدية والعاطفية بالإضافة إلى صحة العلاقة.

## المزايا

### التركيز التجريبي
حافظت جميع نهج العلاج المرتكز على العاطفة على تشديدها على أهمية التوافق العاطفي لروجرز والفهم التواصلي. تركز كلها على إشراك العملاء في تجارب عاطفية لحظية ضمن الجلسة. عبر كل منظري العلاج المرتكز على العاطفة عن وجهة النظر التي تقول إن الأفراد يشتركون مع الآخرين على أساس عواطفهم، ويبنون شعورًا بالذات من خلال دراما التعاملات المثقلة المكررة عاطفيًا. كانت نظرية معالجة معلومات العاطفة والتقييم العاطفي (بما يتفق مع منظّري العاطفة أمثال ماجدة بي أرنولد وبول إيكمان ونيكو فريجدا وجيمس غروس) والتأكيد التجريبي الإنساني للتعبير العاطفي اللحظي (تطوير أولى نهج العلاج النفسي لكارل روجرز وفريتز بيرلز ويوجين جيندلن) مكونات قوية لكل نهج العلاج المرتكز على العاطفة منذ بدايته.
تنظر نهج العلاج المرتكز على العاطفة إلى قيمة العاطفة بكونها هدفًا وعاملًا للتغيير وتكرّم تداخل العاطفة والإدراك والسلوك. وتفترض نهج هذا العلاج أن العاطفة هي أول استجابة للتجربة في اللاوعي. وتستخدم كل نهج هذا العلاج إطار الاستجابات العاطفية (التفاعلية) الأولية والثانوية.